# مكتبة كارنيغي
مكتبة كارنيغي في ريمس (بالفرنسية: Bibliothèque Carnegie de Reims) هي مكتبة عامة تاريخية تقع في مدينة ريمس الفرنسية، بُنيت في عشرينيات القرن العشرين بتمويل من رجل الأعمال والفاعل الخيري الأمريكي أندرو كارنيغي، وذلك ضمن جهوده لدعم المدن الأوروبية المتضررة من الحرب العالمية الأولى.

## الخلفية
بعد الدمار الواسع الذي لحق بمدينة ريمس خلال الحرب العالمية الأولى، قدّم أندرو كارنيغي تبرعًا ماليًا لبناء مكتبة عامة جديدة لخدمة سكان المدينة. وقد كانت ريمس واحدة من ثلاث مدن "على خط الجبهة" حصلت على مكتبة ممولة من كارنيغي، إلى جانب لوفان في بلجيكا وبلغراد في صربيا (مكتبة جامعة بلغراد).

## التصميم والاستخدام
افتُتحت المكتبة رسميًا عام 1927، وتجمع بين وظيفة مكتبة عامة للقراءة والإعارة، ومركز لحفظ المخطوطات والمصادر التراثية النادرة، وهو ما جعلها تلعب دورًا مزدوجًا في خدمة الثقافة العامة وصيانة الذاكرة التاريخية.

## المعمار
تُعد المكتبة مثالًا بارزًا على الطراز المعماري آرت ديكو، من حيث الواجهات المزينة والزجاج المعشّق والديكورات الداخلية الراقية. تم تصميم المبنى من قبل المهندس المعماري هنري مارغو، ويُعد اليوم من المعالم الثقافية والمعمارية البارزة في المدينة.

## التحولات الحديثة
حتى عام 2003، كانت مكتبة كارنيغي تُعد المكتبة الرئيسية في ريمس، قبل أن تتحول إلى مركز لحفظ المجموعات النادرة والوثائق الأرشيفية، بينما نُقلت أنشطة الإعارة العامة إلى مكتبات أخرى حديثة في المدينة.